# Tropodiaptomus loveni
Tropodiaptomus loveni is een eenoogkreeftjessoort uit de familie van de Diaptomidae. De wetenschappelijke naam van de soort is voor het eerst geldig gepubliceerd in 1890 door  Jules de Guerne en Jules Richard.